# Prades (Ardèche)
Prades é uma comuna francesa na região administrativa de Auvérnia-Ródano-Alpes, no departamento de Ardèche. Estende-se por uma área de 9,79 km². Em 2010 a comuna tinha 1 216 habitantes (densidade: 124,2 hab./km²).